# Typhlocyba ferruginea
Typhlocyba ferruginea är en insektsart som beskrevs av Thapa 1989. Typhlocyba ferruginea ingår i släktet Typhlocyba och familjen dvärgstritar.
Artens utbredningsområde är Nepal. Inga underarter finns listade i Catalogue of Life.